# Winthemia picea
Winthemia picea là một loài ruồi trong họ Tachinidae.